# Мату-Гросу (Параиба)
Ма́ту-Гро́су (порт. Mato Grosso) — муниципалитет в Бразилии, входит в штат Параиба. Составная часть мезорегиона Сертан штата Параиба. Входит в экономико-статистический микрорегион Католе-ду-Роша. Население составляет 2589 человек на 2006 год. Занимает площадь 83,521 км². Плотность населения — 31,0 чел./км².

## Статистика
- Валовой внутренний продукт на 2003 год составляет 4 708 576,00 реалов (данные: Бразильский институт географии и статистики).
- Валовой внутренний продукт на душу населения на 2003 год составляет 1872,20 реалов (данные: Бразильский институт географии и статистики).
- Индекс развития человеческого потенциала на 2000 год составляет 0,553 (данные: Программа развития ООН).